# Немоляєв Микола Володимирович
Микола Володимирович Немоляєв (5 липня 1938, Москва, РРФСР, СРСР) — радянський і російський кінооператор. Лауреат Державної премії СРСР (1983) і Державної премії РРФСР імені братів Васильєвих (1988). Заслужений діяч мистецтв РРФСР (1991).
Фігурант бази даних центру «Миротворець» (участь у зйомках фільму «Диво у Криму» (2015) і пропагандистського комедійного серіалу «Кримська сакура» (2019) (обидва — реж. В. Павлова) в анексованому РФ Криму).

## Біографія
Народився в родині  Володимира Вікторовича Немоляєва (1902—1987) та Валентини Львівни Ладигіної (1907—1988). Батько — відомий радянський кінорежисер, мати — звукооператор. Старша сестра — відома актриса Світлана Немоляєва (нар. 1937).
В  1961 закінчив операторський факультет ВДІК а (майстерня М.М. Пилихіної).
Працює оператором-постановником документального та ігрового кіно на кіностудії «Мосфільм».
Дочка — актриса Анастасія Немоляєва.

## Визнання і нагороди
- Державна премія СРСР (за фільм «Ленін в Парижі») (1983)
- Державна премія РРФСР імені братів Васильєвих (за фільм «Кур'єр») (1988)
- Спеціальний приз і диплом Спілки художників «За образотворче рішення» за фільм «Ретро втрьох».
- Заслужений діяч мистецтв РРФСР (1991).
- Міжнародний кінофестиваль експериментальних фільмів в Мадриді (Приз за найкращу операторську роботу, фільм «Сходи») (1991).
- Міжнародний кінофестиваль «Лістапад» у Мінську (спец. приз і Диплом Спілки художників «За образотворче рішення», фільм «Ретро втрьох») (1998)
- Золота пушкінська медаль «За внесок у розвиток, збереження і примноження традицій вітчизняної культури» (1999).

## Фільмографія
- 1966 — Дядечків сон (режисер Костянтин Воїнів)
- 1969 — Тільки три ночі (режисер Гавриїл Егізаров)
- 1970 — Випадок з Полиніним (режисер Олексій Сахаров)
- 1971 — Старики-розбійники (режисер Ельдар Рязанов)
- 1973 — Біля цих вікон...  (режисер Хасан Бакаєв)
- 1975 — Концерт для двох скрипок (режисер Катерина Сташевська)
- 1976 — «Сто грам» для хоробрості... (режисер Георгій Щукін)
- 1977 — Хочу бути міністром (режисер Катерина Сташевська)
- 1978 — Звичайне диво (режисер Марк Захаров)
- 1980 — Не стріляйте в білих лебедів (режисер Родіон Нахапетов)
- 1981 — Ленін в Парижі (режисер Сергій Юткевич)
- 1982 — Нас вінчали не в церкві (реж. Борис Токарєв)
- 1982 — Покровські ворота (режисер Михайло Козаков)
- 1983 — Таємниця «Чорних дроздів» (режисер Вадим Дербеньов)
- 1986 — Кур'єр (режисер Карен Шахназаров)
- 1986 — Зіна-Зінуля (реж. Павло Чухрай)
- 1988 — Місто Зеро (режисер Карен Шахназаров)
- 1995 — Панночка-селянка (реж. Олексій Сахаров)
- 1996 — Несуть мене коні... (реж. Володимир Мотиль)
- 1998 — Ретро втрьох (реж. Петро Тодоровський)
- 2000 — Тихі вири (режисер Ельдар Рязанов)
- 2002 — Ключ від спальні (режисер Ельдар Рязанов)
- 2003 — Не звикайте до чудес... (реж. Євген Малевський)
- 2004 — Ар'є (режисер Роман Качанов)
- 2005 — Анна (реж. Євген Гінзбург)
- 2006 — Азіріс Нуна (режисер Олег Компасов)
- 2008 — Тіні Фаберже
- 2008 — Галина (телесеріал) та ін.